# Vetapalem
Vetapalem è una suddivisione dell'India, classificata come census town, di 38.671 abitanti, situata nel distretto di Prakasam, nello stato federato dell'Andhra Pradesh. In base al numero di abitanti la città rientra nella classe III (da 20.000 a 49.999 persone).

## Geografia fisica
La città è situata a 15° 46' 60 N e 80° 19' 0 E e ha un'altitudine di 5 m s.l.m..

## Società

### Evoluzione demografica
Al censimento del 2001 la popolazione di Vetapalem assommava a 37.037 persone, delle quali 18.316 maschi e 18.721 femmine. I bambini di età inferiore o uguale ai sei anni assommavano a 3.894, dei quali 1.938 maschi e 1.956 femmine. Infine, coloro che erano in grado di saper almeno leggere e scrivere erano 21.766, dei quali 12.428 maschi e 9.338 femmine.
Al censimento del 2011 la popolazione di Vetapalem aveva una popolazione di 38.671 abitanti, con un incremento di 1634 persone in dieci anni (dal censimento del 2001). I maschi costituivano il 49% della popolazione e le femmine il 51%. Vetapalem aveva un tasso medio di alfabetizzazione del 59%, inferiore alla media nazionale del 59,5%: l'alfabetizzazione maschile era del 68% e quella femminile del 50%. A Vetapalem, l'11% della popolazione aveva meno di 6 anni.

### Governo e politica
Vetapalem Gram panchayat è il governo locale della città. I membri eletti del gram panchayat sono guidati da un sarpanch.